# Бушизм
Буши́зм (англ. Bushism) — выражение из американского английского языка, означающее забавные или комичные слова или фразы из речей и выступлений 43-го Президента США Джорджа Буша — младшего, особенно его импровизированные речи.
Если вначале понятие «бушизм» появлялось лишь в книгах и статьях американских авторов о Дж. Буше, содержащих цитаты речей, то теперь всё чаще оно используется и иностранными авторами, особенно в статьях, содержащих критику американского президента и его доктрин.
Большинство бушизмов малоизвестны массам, но некоторые стали мемами. Например «интернеты» — в двух речах Буш употребил слово интернет во множественном числе — «We can have filters on Internets where public money is spent».

## Интерпретации
Американский лингвист Марк Либерман предположил, что изобилие оговорок Буша является кажущимся и связано с повышенным враждебным вниманием ко всем его публичным выступлениям. Преподаватель и бывший экономический советник Буша Кит Хеннесси также связывает появление «бушизмов» как явления с повышенным вниманием к речам Буша (при этом он отмечает, что выступления Обамы не подвергались такому пристальному анализу), а также с большим количеством его публичных выступлений. Он также указывает, что публичный образ Буша был ориентирован на «среднестатистического американца», а не на представителей интеллектуальных элит.

## Примеры знаменитых бушизмов
- А у вас тоже есть негры? (Разговор с президентом Бразилии Фернанду Энрике Кардозу, Сан-Паулу, Бразилия, 28 апреля 2002)[5][6]
- Американские дети учатся быть ответственными гражданами, чтобы пользоваться возможностями, которые предоставляет наше общество оппортунистов[7].
- Бог говорит через меня.[8] (16 июля 2004)
- В конце концов, неделю назад Ясир Арафат находился в окружении в своём дворце в Рамалле, дворце, который явно был наполнен немецкими пацифистами и им подобными людьми. Теперь они ушли. Теперь Арафат спокойно может всем демонстрировать, что он лидер, и управлять миром.[7] (Вашингтон, 2 мая 2002)
- Видите ли, при моей работе нужно повторять некоторые вещи снова, снова и снова, чтобы правда дошла, чтобы, как бы сказать, катапультировать пропаганду.[9]
- Время печалиться и сожалеть, когда мы теряем потерю жизни.[7] (21 декабря 2004)
- Всё, что я знаю о Словакии, — это то, что я узнал от вашего министра иностранных дел.[10][11] (Из разговора со словацкими журналистами, 22 июня 1999).
- Вы забыли Польшу (Во время теледебатов накануне президентских выборов 2004 года оппонент Буша Джон Керри заявил, что администрация Буша перед войной в Ираке не смогла сформировать широкую международную коалицию, сумев заручиться поддержкой только двух стран — Великобритании и Австралии[12]. В ответ на это Буш произнёс фразу «Вы забыли Польшу»[13], которая, вместо того, чтобы опровергнуть аргумент Керри, фактически его подтверждала).
- Господь любит вас. И я люблю вас. И вы можете рассчитывать на нас обоих, как на мощное послание, предназначенное людям, взволнованным своим будущим.[7]
- Есть старая поговорка в Теннесси — я знаю, она есть в Техасе, может быть, в Теннесси, которая гласит: одурачил меня раз — позор, позор тебе. Одурачил меня… — ты не можешь быть одурачен опять.[7]
- Запомните — должны страдать птицы, а не охотники.[7] (Нью-Мехико, 22 января 2004)
- Именно на этой неделе в 1989, в Восточном Берлине и Лейпциге начались протесты. К концу года все коммунистические диктатуры в Центральной Америке пали.[14] (Вашингтон, 6 ноября 2003)
- Мы должны уяснить, что бедные люди — не обязательно убийцы.[15]
- Мы потеряли слишком много времени, пытаясь говорить с Африкой справедливо. Однако Африка — это нация, страдающая от немыслимого заболевания.[7] (Вашингтон, 14 сентября 2000.)
- Учите детей читать, чтобы он или её смогли пройти тест на грамотность.[16] (21 февраля 2001)
- Наши враги изобретательны и находчивы, и мы — также. Они никогда не прекращают думать относительно новых путей навредить нашей стране и нашим людям, и мы — также. (Вашингтон, 5 августа 2004) (Вариант: Наши враги обладают технологиями и ресурсами. И мы — тоже. Они не перестают думать о том, чтобы навредить нашей стране и нашему народу. И мы — тоже.)[17]
- Ирония в том, что им необходимо заставить Сирию вынудить Хезболлу прекратить это дерьмо, тогда всё закончится.[18] (Стрельна, 17 июля 2006)
- Ни на английском, ни на французском, ни на мексиканском![19] (Отказываясь отвечать на вопросы репортёров во время фотосессии с канадским премьером Жаном Кретьеном, 21 апреля 2001)
- Нужно поддерживать отношения с гречанами[20] (Keep good relations with the Grecians. «The Economist», 12 июня 1999)
- Природный газ — он полусферический. Я его называю полусферическим, потому что это такая вещь, которую мы можем найти в наших районах.[7]
- В меняющемся мире мы хотим, чтобы больше людей имели контроль над вашей собственной жизнью.[21]
- Результатом является отсутствие сдержек и противовесов в России и решение одного человека начать совершенно неоправданное и жестокое вторжение в Ирак. (о вторжении России на Украину)[22][23]
- Самая важная работа — это не быть правителем, или первой леди, в моём случае.[7] (Пелла, Айова; 30 января 2000)
- Самое хорошее в Америке — каждому следует голосовать.[7] (Остин, 08 декабря 2000)
- Семья — то место, где нация находит надежду, а крылья получают мечту.[7][24]
- Слишком много докторов уходят из бизнеса. Слишком много гинекологов не имеют возможности практиковаться в любви с женщинами по всей стране.[15]
- Сообщаю, что с сегодняшнего дня билетные кассы и самолёты будут взлетать из аэропорта имени Рейгана.[25]
- Те, кто не думают, что я справляюсь со своей работой, недооценивают меня.[26]
- У нас была возможность познакомиться с Терезой Нельсон, которая одновременно и родитель, и мама или папа.[14]
- Уэльс? А в каком это штате?[27][28] (12 июня 2005)
- Это ваши деньги, вы заплатили за них.[7]
- Это же Адам Клаймер, главный осёл из «New York Times».[29] (5 сентября 2000)
- Я верю, что люди и рыбы… могут вести мирное сосуществование.[15] (Сагино, 29 сентября 2000)
- Я думаю, мы все согласны, что прошлое закончилось. (10 мая 2000)[7]
- Я знаю, насколько тяжело помещать пищу в вашу семью.[30]
- Я имею честь пожать руку храброму иракскому гражданину, которому Саддам Хуссейн отрубил руку. (произнесена на встрече с иракцами, искалеченными при Хуссейне, которым теперь были установлены протезы)[31]
- Я слышал — распространяются слухи в Интернетах, что у нас вскоре введут обязательную службу в армии.[2]
- Я считаю, что как можно скорее нужно позволить молодым коровам пересекать нашу границу (американо-канадскую).[7] (30 ноября 2004)
- Я хочу сохранить исполнительную силу Президента не только для себя, но и для всех моих будущих предшественников.[32]
- На саммите АТЭС 7 сентября 2007 г. Буш перепутал названия встреч и поблагодарил австралийского премьера за тёплый приём на саммите ОПЕК (в английской аббревиатуре АТЭС звучит как APEC). Оговорка вызвала смех и аплодисменты зала.[33] Позже он заявил, что премьер-министр Австралии Джон Говард год назад навещал в Ираке австрийские войска (вместо австралийских)[34].
- Елизавета 11 (на встрече в Англии).
- «Эти числа бюджета — не только прикидки, это фактические результаты финансового года, который закончился 30 февраля»[35] (These budget numbers are not just estimates, these are the actual results for the fiscal year that ended February the 30th англ.)

## В культуре
Свою конспирологическую интерпретацию бушизмам как намеренному пиар-ходу дал Виктор Пелевин в повести «Операция „Burning Bush“» из сборника «Ананасная вода для прекрасной дамы». По словам писателя, «Каждый раз, когда либеральные СМИ начинают издеваться над манерами президента или смаковать очередной его „бушизм“, кулаки потенциального избирателя где-нибудь на Среднем Западе сжимаются от гнева к оборзевшим мультикультурным элитистам, и в копилку республиканцев падает очередной голос. „Бушизмы“, по нашим сведениям, выдумывает специальная креативная группа при команде президентских спичрайтеров, которая называется „Dubya squad“».